# 2A45反坦克炮
2A45／2A45M（英語：2A45“Sprut”-A／2A45M“Sprut”-B，意為：章鱼／克拉肯；為俄罗斯国防部火箭炮兵装备总局代號；北約代號：章鱼）是一門由前苏联／俄罗斯彼得羅夫設計局所研製、九號火炮廠所生產的單管滑膛式反坦克炮，適用於對敵方裝甲車輛、輕型裝甲車、汽车和工程結構的破壞用途，發射125毫米口徑滑膛炮彈。其自行火炮衍生型為2S25“Sprut”-SD。

## 研發歷史
1980年代末，2A45M由彼得羅夫設計局在九號火炮廠生產。後者還負責2A18（D-30）122毫米榴弹炮的生產。

## 2A45M設計
2A45M反坦克炮系統最鮮明的特點在於裝配在它的炮架左側內置式引擎MeMZ-967A液压傳動发动机，這使它可以在相對較為平坦的表面（斜率為15度）推動2A45M移動，並使該炮在道路上行駛的速率達到14千米／小时（8.7英里／小時）。這讓該炮在戰場上亦具有機動性措施。2A45M需要兩分鐘從發射狀態轉換為行進狀態；亦需要90秒從行進狀態轉換為發射狀態，先使用液壓式千斤頂升起炮架，並操縱車輪進行360度調整，部署完成後才可進行炮擊。這種火炮被稱為俄羅斯的“自我移動”（俄語：самодвижущиеся）而非自走式 （俄語：самоходные）。而在戰地以外遠距離行進時，會使用Ural-4320卡車或MT-LB履帶式牽引車來牽引，這時最高時速可達80千米／小时（49.71英里／小時）。
2A45M使用的三台式炮架事實上來自2A18（D-30）122毫米榴弹炮，可作360度旋轉，炮架的穩定性能由三輪式固定台保障。在炮室和膛室以內還裝上固定熱防護套管、大功率炮口制退器、火藥氣體吹除器和防護裝甲。為防止彈藥隨意發射，炮室中還裝配有半自動模塊式保險保置。
2A45M需要由7名機組人員。該炮具有多種瞄準儀型號，當在日間直接瞄準射擊時使用OP4M-48A（ОП4М-48А）日間光学瞄準儀，而夜間時則是1PN53-1（1ПН53-1）夜視瞄準儀。從隱蔽陣地上提供間接火力的瞄準炮擊時，使用的是2TSZZ（2Ц33）機械瞄準儀與附帶的PG-1M（ПГ-1М）全景式潛望瞄準儀。採用了渦輪傳動模式的機械瞄準儀可以保證系統垂直和水平瞄準時的最大平射角度，就算光學瞄準儀發生故障仍可用作主要瞄準方式以保障系統在正常戰鬥的使用。該炮能夠可靠地打擊在2公尺（2.19码，6.56英尺）多高、2,000公尺（2,187.23码，6,561.68英尺，1.24英里）距離的目標。
為了降低氣候與溫度條件變化對滑膛式炮膛精度的影響，炮管設有特殊熱傳遞緩衝套管。該炮使用與T-64、T-72、T-80和T-90主戰坦克，以至經更新的T-55 Tifon 2型、T-62和T-64 BM「布拉特」相同的彈藥（彈頭和推進劑裝料）。2A45M可以使用俄羅斯、中國、伊朗、克羅地亞和塞爾維亞製造的彈藥。
當裝上了附加的9S53（9С53）激光火控系統時，該炮可以發射激光制導炮彈，例如9M119「斯維里」或9M119M「反射」式反坦克导弹（北約代號都是「狙擊手」）。

## 彈藥
2A45發射與T-64、T-72、T-80和T-90主戰坦克搭載的2A46（D-81T）系列坦克炮，以至經更新的T-55 Tifon 2型、T-62和T-64 BM「布拉特」所使用、相同的彈藥（彈頭和推進劑裝料）。2A45可以使用俄羅斯、中國、伊朗、克羅地亞和塞爾維亞製造的彈藥。

## 衍生型
- 2A45 Sprut-A：純牽引式火炮。
- 2A45M Sprut-B：自行及牽引式火炮。
- 2S25 Sprut-SD：裝上BMD-3底盤的自行式火砲，砲塔上安裝的是由陀螺儀穩定的2A75 125毫米滑膛砲。[3]

## 使用國
- 白俄羅斯
- 中國：本土生產版本。
- 匈牙利

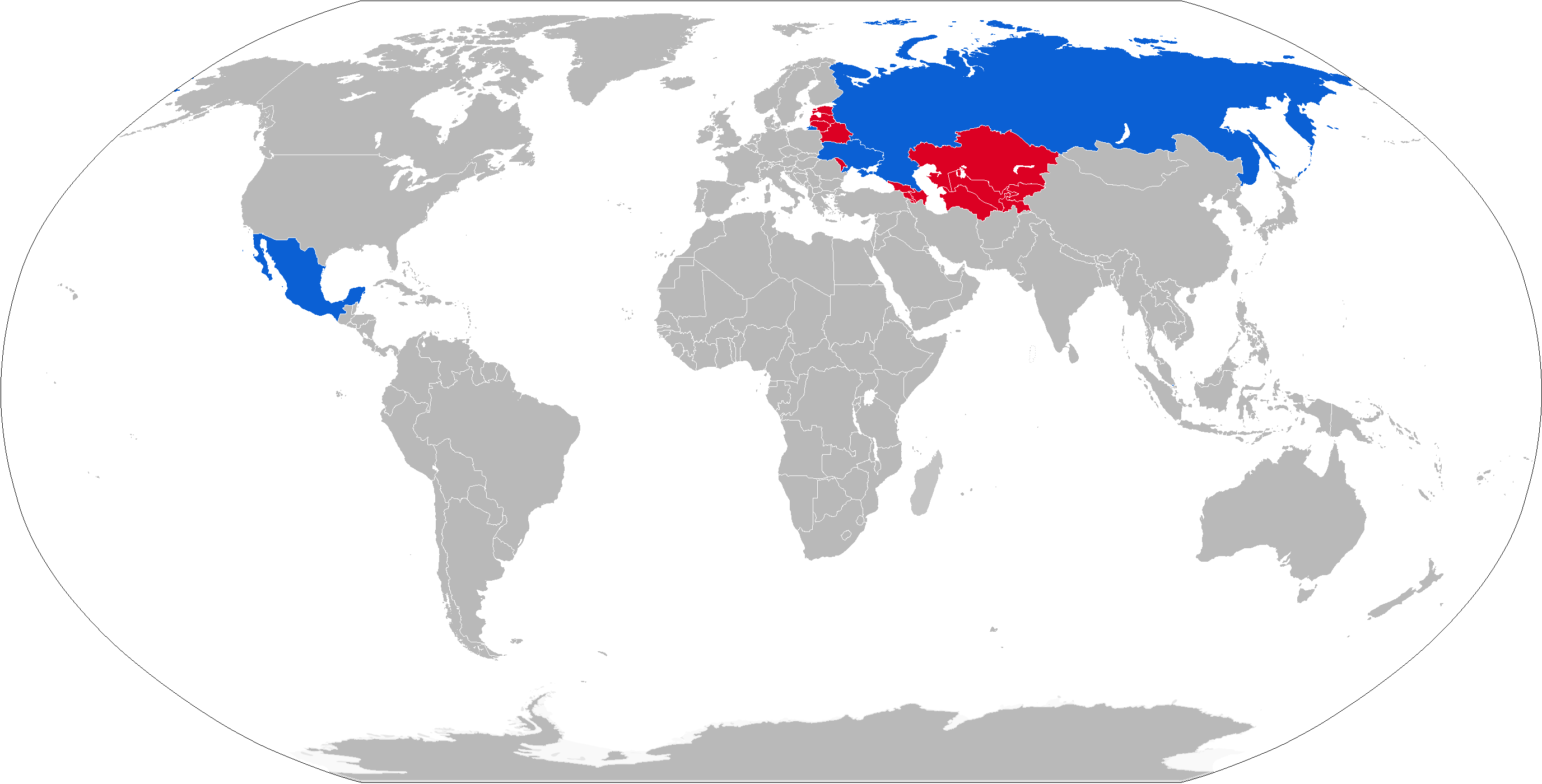
藍色為2A45反坦克炮的使用國，而紅色則是前使用國。

- 伊朗：通過逆向工程彷製的本土生產版本。
- 印度
- 墨西哥
- 俄羅斯
- 乌克兰：由哈爾科夫市哈爾科夫莫羅佐夫機械製造設計局特許生產，命名為KBM-1／KBM-1M。[4]

### 前使用國
- 白俄羅斯
- 苏联：由繼承國所繼承。
- 南斯拉夫

## 資料來源
1. ↑  .   [2014-11-13]. （原始内容存档于2011-09-27）.
2. ↑  .   [2014-11-13]. （原始内容存档于2008-05-13）.
3. ↑  .   [2015-07-26]. （原始内容存档于2019-09-18）.
4. ↑  .   [2015-07-26]. （原始内容存档于2019-03-03）.

## 外部連結
- 圖像（页面存档备份，存于）
- （英文）—Military Tanks, Vehicles and Artillery—2A45 Sprut (Kraken) - Towed Anti-Tank (AT) Gun System（页面存档备份，存于）
- （英文）—Federation American Scientists—2A45 125mm anti-tank gun（页面存档备份，存于）
- （英文）—GlobalSecurity.org—2A45 125mm anti-tank gun（页面存档备份，存于）
- （俄文）—Индексные обозначения военной техники ГРАУ МО
- （俄文）—Артиллерийский завод № 9（页面存档备份，存于）
- （俄文）—ПО «Новосибирский приборостроительный завод»（页面存档备份，存于）
- （俄文）—Очерки о творческой деятельности выдающегося конструктора ракетной и артиллерийской техники В. А. Голубева.（页面存档备份，存于）